# Aris Zarifović
Aris Zarifović (San Pietro, 2 giugno 1988) è un calciatore sloveno, difensore del Tolmin.

## Carriera
Ha giocato nella massima serie dei campionati sloveno e thailandese.